# Barbie w świecie mody
Barbie w świecie mody (ang. Barbie: A Fashion Fairy Tale) – amerykański film animowany z 2010 roku. Jest to osiemnasty film opowiadający o lalce Barbie.

## Fabuła
Barbie podczas nagrania do filmu, sprzeciwia się pomysłowi reżysera i zostaje zwolniona. Na dodatek Ken zerwał z nią przez telefon. Zrozpaczona dziewczyna postanawia pojechać odwiedzić ciotkę w Paryżu. W tym czasie, okazuje się, że Ken wcale nie zerwał z Barbie, tylko został ofiarą intrygi. Postanawia pojechać do Paryża za ukochaną. Tymczasem Barbie chce uratować prowadzony przez jej ciocię Milliecent dom mody, któremu grozi zamknięcie. Wraz ze swoją nową przyjaciółką Alice, postanawiają przywrócić mu dawny blask. W tym celu, przy pomocy ognisto włosych, organizują pokaz mody. Kiedy projekt jest prawie gotowy, ognisto włose zostają uprowadzone. Dziewczęta muszą radzić sobie same. Na szczęście wydostają się i pomagają dokończyć projekty. Pokaz mody udaje się i dom zostaje uratowany.

## Wersja polska
- Beata Wyrąbkiewicz – Barbie
- Karol Wróblewski – Ken
- Katarzyna Owczarz – Alice
- Brygida Turowska-Szymczak – Ciocia Millicent
- Joanna Węgrzynowska-Cybińska – Jacqueline
- Joanna Pach – Delfina
- Julia Kołakowska –
  - Teresa,
  - kotka Jilliana
- Anna Gajewska ? Grace

## Ambasador
Na polską ambasadorkę lalki i filmu Barbie w świecie mody wybrano Joannę Koroniewską. Reklamując film i lalkę śpiewa krótki fragment piosenki Przygoda z modą.